# Sweetnighter
Albums de Weather Report
Live in Tokyo
(1972) Mysterious Traveller
(1974)
Sweetnighter, paru en 1973 sur le label Columbia Records, est le troisième album studio du groupe de jazz fusion américain Weather Report.
Il se classe deuxième au Billboard en 1973 dans la catégorie albums de jazz.

## Écriture et enregistrement
Le groupe avait enregistré les chansons en cinq jours en février de la même année. Ce sera le dernier album à présenter le membre fondateur Miroslav Vitouš comme bassiste soliste, il sera secondé sur le prochain album Mysterious Traveller, puis remplacé à partir de l'album suivant Tale Spinnin' par Alphonso Johnson.
Zawinul a commencé à affirmer un plus grand contrôle du groupe, l'éloignant de l'improvisation collective qui marquait ses performances live vers des compositions plus structurées mettant l'accent sur le funk et le groove. Cela a été illustré par les deux morceaux dominants de l'album, "Boogie Woogie Waltz" et "125th Street Congress", ainsi que par "Non-Stop Home". D'autres morceaux rappelaient les albums précédents de Weather Report. Sweetnighter est considéré comme la version la plus transitionnelle du groupe sur le plan stylistique, car il a comblé le fossé entre le style antérieur plus ouvert et improvisé et un format plus structuré sur le plan de la composition. En outre, l'utilisation plus importante de la basse électrique est évidente ici. Zawinul avait pris la décision d'ajouter des rythmes funky dans les sons du groupe, il a donc recruté le batteur Herschel Dwellingham et le percussionniste Muruga Booker pour jouer sur l'album. Andrew White a été embauché pour jouer du cor anglais, mais s'est également occupé de la basse pour trois titres de l'album.

## Réception critique
Passant en revue dans Christgau's Record Guide: Rock Albums of the Seventies (1981), Robert Christgau écrit : « Demandez-vous : quel genre de groupe de jazz-rock concevrait son identité sonore autour de claviers électriques et de sax soprano " Un joli dinky n'est-ce pas ? Alors même si je suis content qu'ils optent pour un groove de batterie un peu plus solide que tout ce que Dom Um Romao peut bouger et secouer, je ne suis pas surpris qu'ils ne l'obtiennent que - à peine, en fait - au «125th Street Congress». Et ce «Boogie Woogie Waltz» est mortellement mignon, des improvisations d'as et tout."
"Boogie Woogie Waltz" était fréquemment joué durant les concerts du groupe dans les années 1970, et une version live de 1978 est apparue sur l'album 8:30. Toujours en 1978, Vitouš enregistre une nouvelle version de "Will" avec Terje Rypdal et Jack DeJohnette sur leur album collectif pour ECM.

## Titres
1. "Boogie Woogie Waltz" (J. Zawinul) – 13:06
2. "Manolete" (W. Shorter) – 5:58
3. "Adios" (J. Zawinul) – 3:02
4. "125th Street Congress" (J. Zawinul) – 12:16
5. "Will" (M. Vitouš) – 6:22
6. "Non-Stop Home" (W. Shorter) – 3:53

## Musiciens
- Josef Zawinul - piano acoustique (2,6), piano électrique (1-5), synthétiseur (1, 2, 6)
- Wayne Shorter - saxophones soprano et ténor
- Miroslav Vitouš - contrebasse (1, 2, 4), basse électrique (3, 5)
- Andrew White - basse électrique (1, 4, 6), cor anglais (3, 5)
- Herschel Dwellingham - batterie (1, 2, 4, 6)
- Eric Gravatt - batterie (2, 4)
- Dom Um Romão - percussions, flûte à bec
- Muruga Booker - tambours marocains (1,2), percussions jouet (3), tambours israéliens (4)